# Тарасо-Григорівка (Криворізький район)
Тара́со-Григо́рівка — село в Україні, в Апостолівській міській територіальній громаді Криворізького району Дніпропетровської області.
Населення — 95 мешканці.

## Географія
Село Тарасо-Григорівка знаходиться за 2 км від правого берега річки Базавлучок. На сході межує з селом Новоіванівка, на півночі з селом Вакулове та на заході з селом Новоолексіївка. Поруч проходить залізниця, зупинний пункт 336 км за 2 км.

## Історія
Засноване у 1920-их роках.

## Населення
Згідно з переписом УРСР 1989 року чисельність наявного населення села становила 127 осіб, з яких 53 чоловіки та 74 жінки.
За переписом населення України 2001 року в селі мешкали 92 особи.

### Мова
Розподіл населення за рідною мовою за даними перепису 2001 року:
| Мова       | Відсоток |
| ---------- | -------- |
| українська | 89,47 %  |
| російська  | 9,47 %   |
| інші       | 1,06 %   |